# Florian Fuchs
Florian Fuchs (Hamburg, 10 november 1991) is een Duits hockeyer die sinds 2016 uitkomt voor HC Bloemendaal. Eerder speelde Fuchs voor Uhlenhorster HC in Hamburg. Met Bloemendaal won Fuchs de Euro Hockey League in 2018, en het Nederlandse kampioenschap in 2019.
In 2009 debuteerde Fuchs in de Duitse nationale ploeg. Met het Duitse team werd hij olympisch kampioen in 2012 en Europees kampioen in 2011 en 2013.

## Internationale erelijst
| Jaar | Toernooi               | Plaats                      | Resultaat |
| ---- | ---------------------- | --------------------------- | --------- |
| 2010 | Wereldkampioenschap    | New Delhi, India            | Zilver    |
| 2011 | Europees kampioenschap | Mönchengladbach, Duitsland  | Goud      |
| 2012 | Olympische Zomerspelen | Londen, Verenigd Koninkrijk | Goud      |
| 2013 | Europees kampioenschap | Boom, België                | Goud      |
| 2014 | Champions Trophy       | Bhubaneswar, India          | Goud      |
| 2015 | Europees kampioenschap | Londen, Verenigd Koninkrijk | Zilver    |
| 2016 | Olympische Zomerspelen | Rio de Janeiro, Brazilië    | Brons     |

Oskar Deecke · 
Florian Fuchs · 
Moritz Fürste · 
Martin Häner · 
Tobias Hauke · 
Oliver Korn · 
Maximilian Müller  · 
Jan-Philipp Rabente · 
Thilo Stralkowski · 
Max Weinhold · 
Christopher Wesley · 
Benjamin Weß · 
Timo Weß · 
Matthias Witthaus · 
Christopher Zeller · 
Philipp Zeller · 
Coach: Markus Weise
Linus Butt · 
Florian Fuchs · 
Moritz Fürste · 
Mats Grambusch · 
Tom Grambusch · 
Martin Häner  · 
Tobias Hauke · 
Timm Herzbruch · 
Nicolas Jacobi · 
Matthias Müller · 
Timur Oruz · 
Christopher Rühr · 
Moritz Trompertz · 
Niklas Wellen · 
Christopher Wesley · 
Martin Zwicker · 
Coach: Valentin Altenburg